# Suhate Xiang
Suhate Xiang (kinesiska: 苏哈特乡, 苏哈特) är en socken i Kina. Den ligger i den autonoma regionen Xinjiang, i den nordvästra delen av landet, omkring 180 kilometer söder om regionhuvudstaden Ürümqi. Antalet invånare är 3 340. Befolkningen består av 1 577 kvinnor och 1 763 män. Barn under 15 år utgör 13,0 %, vuxna 15-64 år 81 %, och äldre över 65 år 5,0 %.
Genomsnittlig årsnederbörd är 399 millimeter. Den regnigaste månaden är juni, med i genomsnitt 119 mm nederbörd, och den torraste är januari, med 1 mm nederbörd.